# Ramón Cruz
Ramón Cruz (Santa Rosa de Lima, El Salvador, 23 de mayo de 1995) es un deportista salvadoreño que compite en halterofilia.

## Trayectoria
Inició en el deporte en 2011, a nivel estudiantil, cuanto tenía 16 años. Ha participado y ganado múltiples campeonatos nacionales en El Salvador. Desde el 2013 entrena bajo la dirección del búlgaro Lubomir Iliev en la Federación Salvadoreña de Pesas.
En 2018, Cruz recibió la Espiga Dorada que lo distinguía como Promesa del Año en Halterofilia. Destacó en el Campeonato Internacional Camilo Ortega de 2016, obteniendo el primer lugar en arranque, envión y total, además, hizo lo propio en el Campeonato Nacional de Levantamiento de Pesas en la categoría 81 kg en 2020.
El originario de Santa Rosa de Lima cuenta con participaciones en Juegos Panamericanos, Juegos Centroamericanos y del Caribe, Juegos Bolivarianos, Juegos Deportivos Centroamericanos, Campeonato Centroamericano y del Caribe, Grand Prix de Halterofilia, Campeonato Centroamericano Mayor de Levantamiento de Pesas, Campeonato Panamericano de Levantamiento de Pesas y Campeonato Juvenil Panamericano.

## Palmarés internacional
| Halterofilia                            | Halterofilia               | Halterofilia        | Halterofilia        |
| Juegos Bolivarianos                     | Juegos Bolivarianos        | Juegos Bolivarianos | Juegos Bolivarianos |
| Año                                     | Lugar                      | Medalla             | Prueba              |
| --------------------------------------- | -------------------------- | ------------------- | ------------------- |
| 2013                                    | Trujillo (Perú)            | Medalla de bronce   | 56 kg - arranque    |
| Juegos Deportivos Centroamericanos      |                            |                     |                     |
| Año                                     | Lugar                      | Medalla             | Prueba              |
| 2013                                    | San José (Costa Rica)      | Medalla de oro      | 57 kg - envión      |
| 2013                                    | San José (Costa Rica)      | Medalla de oro      | 57 kg - arranque    |
| 2017                                    | Managua (Nicaragua)        | Medalla de oro      | 69 kg - envión      |
| 2017                                    | Managua (Nicaragua)        | Medalla de bronce   | 69 kg - arranque    |
| 2017                                    | Managua (Nicaragua)        | Medalla de plata    | 69 kg - total       |
| Campeonato Centroamericano y del Caribe |                            |                     |                     |
| Año                                     | Lugar                      | Medalla             | Prueba              |
| 2019                                    | San Salvador (El Salvador) | Medalla de oro      | 73 kg - envión      |
| 2019                                    | San Salvador (El Salvador) | Medalla de plata    | 73 kg - arranque    |
| 2019                                    | San Salvador (El Salvador) | Medalla de bronce   | 73 kg - total       |
| Campeonato Centroamericano Mayor        |                            |                     |                     |
| Año                                     | Lugar                      | Medalla             | Prueba              |
| 2015                                    | Managua (Nicaragua)        | Medalla de oro      | 56 kg - envión      |
| 2015                                    | Managua (Nicaragua)        | Medalla de oro      | 56 kg - arranque    |
| 2015                                    | Managua (Nicaragua)        | Medalla de oro      | 56 kg - total       |
| 2019                                    | San Salvador (El Salvador) | Medalla de oro      | 73 kg - envión      |
| 2019                                    | San Salvador (El Salvador) | Medalla de plata    | 73 kg - arranque    |
| 2019                                    | San Salvador (El Salvador) | Medalla de plata    | 73 kg - total       |
| Campeonato Juvenil Panamericano         |                            |                     |                     |
| Año                                     | Lugar                      | Medalla             | Prueba              |
| 2015                                    | Cartagena (Colombia)       | Medalla de bronce   | 56 kg - envión      |
| 2015                                    | Cartagena (Colombia)       | Medalla de bronce   | 56 kg - arranque    |
| 2015                                    | Cartagena (Colombia)       | Medalla de bronce   | 56 kg - total       |